# Age of Empires IV
Age of Empires IV là một game chiến lược thời gian thực (RTS) sắp ra mắt do hãng Relic Entertainment phát triển và Xbox Game Studios phát hành. Đây là phần thứ tư của dòng game Age of Empires. Trò chơi dự kiến phát hành vào ngày 28 tháng 10 năm 2021 cho Windows.

## Cốt truyện
Các sự kiện trong game đều lấy bối cảnh thời Trung Cổ. Trong số này sẽ có một chiến dịch kể câu chuyện về biến cố người Norman chinh phạt nước Anh.

## Lối chơi
Hầu hết cơ chế game sẽ chuyển trực tiếp từ Age of Empires II (phiên bản thành công nhất trong dòng game). Ví dụ: những nguồn tài nguyên sẽ yêu cầu địa điểm khai thác tại chỗ, đá quay trở lại danh sách tài nguyên và Tu sĩ có thể cải hóa các đơn vị quân một lần nữa. Một thay đổi nữa về phần tu sĩ là khi giữ một thánh tích thì sở hữu một vùng chuyển đổi đầy hiệu lực. Cơ chế này được thiết kế dành cho Age of Empires II, nhưng không bổ sung thêm vào trong game.
Game có tới 8 nền văn minh vào ngày phát hành gồm: Anh, Trung Quốc, Mông Cổ, Vương quốc Hồi giáo Delhi, Pháp, Vương triều Abbas, Đế quốc La Mã Thần thánh và Rus.

## Phát triển
Ngày 21 tháng 8 năm 2017, Microsoft cho công bố tựa game Age of Empires IV, do Relic Entertainment đảm nhận khâu phát triển. Phó chủ tịch điều hành mảng chơi game của Microsoft, Phil Spencer, đã xác nhận vào ngày 11 tháng 6 năm 2019, rằng Age of Empires IV vẫn đang trong quá trình phát triển, với nhiều thông tin sẽ đến vào cuối năm 2019. Ngày 14 tháng 11 năm 2019, cảnh quay lối chơi trong game của Age of Empires IV được đem ra trình chiếu tại sự kiện X019. Đoạn phim này cho thấy chiến tranh thời Trung Cổ giữa quân Anh và quân Mông Cổ. Ngày 16 tháng 3 năm 2021, bản xem trước dành cho người hâm mộ được phát hành, thể hiện lối chơi chi tiết hơn và cũng bao gồm hai nền văn minh nổi tiếng khác là Trung Quốc và Vương quốc Hồi giáo Delhi. Tại E3 2021, Microsoft đã thông báo rằng tựa game này sẽ xuất hiện trên Game Pass dành cho PC vào ngày 28 tháng 10 năm 2021.